# لوئیجی گانا
لوئیجی گانا (۱ دسامبر ۱۸۸۳ – ۲ اکتبر ۱۹۵۷) رکابزن حرفه‌ای ایتالیایی بود که در رشتهٔ دوچرخه‌سواری جاده فعالیت می‌کرد. عمده شهرت او برای قهرمانی در نخستین دورهٔ جیرو دیتالیا در سال ۱۹۰۹ است. همچنین او در همان سال، نخستین رکابزن ایتالیایی برندهٔ مسابقهٔ کلاسیک میلان–سانرمو لقب گرفت. سایر افتخارات گانا شامل پیروزی در چند مسابقهٔ کلاسیک در ایتالیا و کسب رتبهٔ پنجم تور دو فرانس ۱۹۰۸ است.
گانا در ایندونو اولونا در نزدیکی وارزه در لمباردی به دنیا آمد. پیش از آن که دوچرخه‌سوار حرفه‌ای شود، خشت‌مال بود و برای یافتن کار، گاهی تا ۱۰۰ کیلومتر را با دوچرخه طی می‌کرد.

## جیرو دیتالیای ۱۹۰۹
نخستین دورهٔ تور دوچرخه‌سواری جیرو دیتالیا در سال ۱۹۰۹ برگزار شد. در این دوره، رده‌بندی رکابزنان به صورت امتیازی انجام می‌شد. گانا عضوی از تیم آتالا بود و نیز یکی از شناخته‌شده‌ترین رکابزنان حاضر در مسابقه بود؛ زیرا در همان سال فاتح مسابقهٔ میلان–سانرمو شده‌بود. در نخستین مرحله، گانا در حالی که نفر اول بود، چرخش پنچر شد و از پیشتازان عقب افتاد؛ ولی توانست خود را به آنان برساند. در مرحلهٔ دوم دومین نفری بود که از خط پایان گذشت و توانست رهبری مسابقه را به دست گیرد؛ ولی در مرحلهٔ بعد، آن را از دست داد. در مرحلهٔ چهارم، به همراه کارلو گالتی فرار کرد و به پیروزی رسید تا دوباره رهبر جیرو شود. در مرحلهٔ پنجم در حالی که گانا جلوتر از سایر رکابزنان بود، چرخش در ۱۰ کیلومتری خط پایان پنچر شد؛ ولی توانست برتری را پس بگیرد و با پیروزی در این مرحله، برتری خود را تثبیت کند. گانا در مرحلهٔ هفتم نیز پیروز شد و در نهایت توانست قهرمان نخستین دورهٔ جیرو شود.

## نتایج عمده
۱۹۰۵
سوم تور لمباردی
۱۹۰۶
سوم تور لمباردی
سوم Giro del Piemonte
۱۹۰۷
دوم مجموع Giro della Sicilia
اول ۲ مرحله
سوم تور لمباردی
چهارم میلان–سانرمو
۱۹۰۸
دوم میلان–سانرمو
دوم تور لمباردی
سوم Roma–Napoli–Roma
پنجم تور دو فرانس
۱۹۰۹
اول مجموع جیرو دیتالیا
اول مراحل ۴، ۵ و ۷
اول میلان–سانرمو
سوم تور امیلیا
ششم تور لمباردی
۱۹۱۰
اول تور امیلیا
دوم تور لمباردی
دوم Italian National Road Race Championships
دوم Roma–Napoli–Roma
سوم مجموع جیرو دیتالیا
اول مراحل ۵، ۷ و ۱۰
۱۹۱۱
سوم میلان–سانرمو
۱۹۱۳
سوم Roma–Napoli–Roma
اول مرحله ۱
پنجم جیرو دیتالیا
۱۹۱۴
ششم میلان–سانرمو